# Daleka jest droga
Daleka jest droga – polski czarno-biały film psychologiczny z 1963. Scenariusz powstał na podstawie opowiadań Ksawerego Pruszyńskiego „Pomiędzy wilki”, „W Grywałdowej” i „Ziętarowe skarby”.
Film kręcony w Skolimowie, Czorsztynie i Krakowie.

## Opis fabuły
Film przedstawia życiową historię oficera 1 Dywizji Pancernej, dowodzonej przez generała Stanisława Maczka jednostki Polskich Sił Zbrojnych na Zachodzie.
Rok 1945. Powracający ze szpitala porucznik Adam Włodarczyk, zasłużony oficer 10 Pułku Strzelców Konnych, postanawia razem ze swoją ukochaną Sheilą, pozostać w Wielkiej Brytanii, aby tam wieść dalsze życie. Nie dane mu jednak będzie zaznać spokoju. Jego dawny zagorzały antagonista – chorąży Zientara, czyni go na łożu śmierci wykonawcą swojej ostatniej woli.

## Obsada aktorska
- Jan Machulski – porucznik Adam Włodarczyk, dowódca plutonu czołgów
- Christine Laszar – Sheila, Brytyjka ze służby pomocniczej
- Henryk Bąk – chorąży Zientara, wieloletni podoficer pułku
- Jan Świderski – pułkownik, dowódca pułku
- Maria Wachowiak – porucznik Krystyna, weteran powstania warszawskiego
- Mieczysław Milecki – major lotnictwa Janiszewski
- Jerzy Duszyński – rotmistrz, dowódca szwadronu czołgów
- Piotr Pawłowski – Józef, wyzwolony jeniec i przyjaciel Włodarczyka
- Ryszard Pietruski – strzelec konny Golik, Dąbrowszczak
- Jerzy Turek – strzelec konny Mikoś, kierowca
- Adam Pawlikowski – rotmistrz z pułku
- Tadeusz Białoszczyński – brytyjski generał
- Wanda Koczeska – Niemka
- Anna Lutosławska – zakonnica w szpitalu
- Celina Niedźwiecka – teściowa Włodarczyka
- Zygmunt Wiaderny – oficer
- Kazimierz Meres – adiutant pułkownika
- Zdzisław Szymborski – żołnierz

i inni.